# Saint Martin de l’If
Saint-Martin de l’If ist eine französische Gemeinde mit 1.734 Einwohnern (Stand: 1. Januar 2022) im Département Seine-Maritime in der Region Normandie. Sie gehört zum Arrondissement Rouen und zum Kanton Notre-Dame-de-Bondeville.
Die Gemeinde entstand als Commune nouvelle im Zuge einer Gebietsreform zum 1. Januar 2016 durch die Fusion der vier ehemaligen Gemeinden Fréville, Betteville, La Folletière und Mont-de-l’If, die fortan den Status von Communes déléguées besitzen. Der Verwaltungssitz befindet sich in Fréville.

## Gliederung
| Ortsteil                     | ehemaliger INSEE-Code | Fläche (km²) | Einwohnerzahl (2018) |
| ---------------------------- | --------------------- | ------------ | -------------------- |
| Betteville                   | 76089                 | 8,57         | 561                  |
| La Folletière                | 76267                 | 5,05         | 085                  |
| Fréville (Verwaltungssitz)00 | 76289                 | 5,80         | 951                  |
| Mont-de-l’If                 | 76444                 | 3,50         | 116                  |

## Geografie
Saint Martin de l’If liegt westlich des Zentrums des Départements, etwa 24 Kilometer nordwestlich von Rouen in der Landschaft Pays de Caux.
Umgeben wird Saint Martin de l’If von den sechs Nachbargemeinden:
| Touffreville-la-Corbeline | Croix-Mare                                           |              |
|                           | Kompassrose, die auf Nachbargemeinden zeigt          |              |
| Rives-en-Seine            | Carville-la-Folletière Sainte-Marguerite-sur-Duclair | Blacqueville |